# Convento dos Congregados (Estremoz)
O Convento de Nossa Senhora da Conceição dos Congregados do Oratório de São Filipe Nery de Estremoz, também designado como Convento dos Congregados, situa-se na freguesia de Estremoz (Santa Maria e Santo André), no Município de Estremoz, Distrito de Évora, Portugal.
No final do século XIX, o convento passou para a propriedade do Estado, nele funcionando atualmente a Câmara Municipal de Estremoz, a Biblioteca Municipal de Estremoz e o Museu de Arte Sacra de Estremoz.
O Convento dos Congregados encontra-se classificado como Imóvel de Interesse Público desde 1971, estando aberto ao público, na parte visitável, de segunda a sexta, das 09:00 às 17:30.

## História
O palácio de D. Constantino de Bragança foi construído no século XVI, tendo sido confiscado pela Coroa em 1640, por D. Nuno Álvares Pereira de Melo, Duque de Cadaval, e posteriormente doado para instalação do Convento dos Congregados, o qual começou a ser construído em 1698 por ordem de D. Pedro II. No princípio do século XVIII foram realizados os diversos conjuntos de azulejos. Em 1961 reiniciaram-se as obras e a fachada foi concluída em 1967. Em 1974 foi terminada a abóbada da capela-mor. Finalmente a Câmara Municipal de Estremoz cedeu a igreja à Paróquia de Santo André, que procedeu à sua inauguração em 1995, cerca de trezentos anos após o início das obras.
Na sequência da extinção das ordens religiosas, o convento passou a ser propriedade do Estado, nele tendo sido instalada a Câmara Municipal e posteriormente a Biblioteca Municipal e o Museu de Arte Sacra.

## Galeria

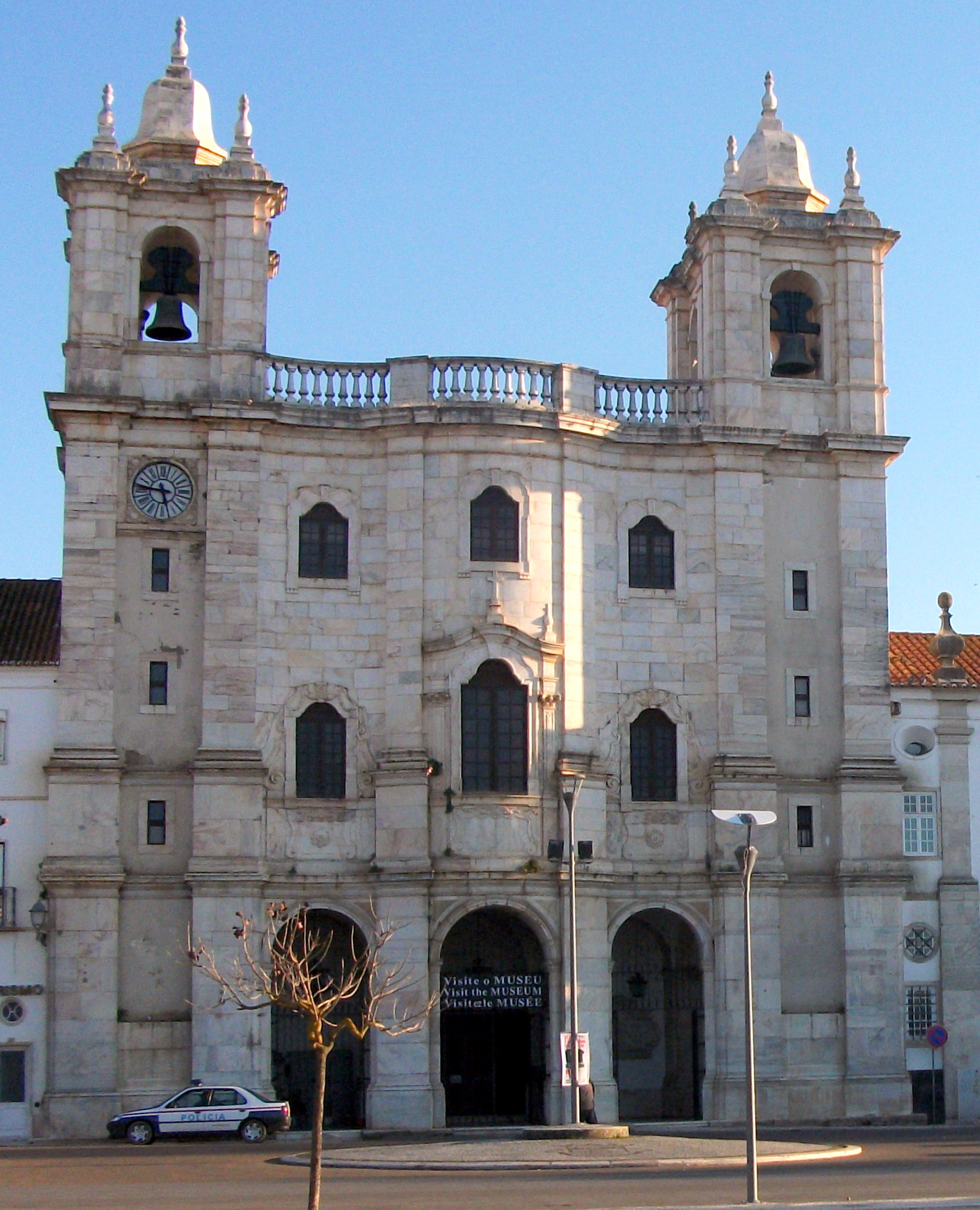
Igreja do Convento dos Congregados.